# アームストロング・シドレー ヴァイパー
アームストロング・シドレー ヴァイパー
保存されているアームストロング・シドレー ヴァイパー
- 分類：ターボジェットエンジン
- 製造者：アームストロング・シドレー
- 運用者： イギリス（イギリス空軍）

ヴァイパー（Viper ）はアームストロング・シドレーが開発し、その後継企業であるブリストル・シドレーおよびロールス・ロイスが製造したイギリスのターボジェットエンジン。1953年に使用開始され、ホーカー・シドレー HS.125練習機用のエンジンとして、2011年1月まで現役にあった。

## 設計と開発
7段の圧縮機を持ち、同社のアダーエンジンの拡大改良版として設計された。
類似した性能を持つアメリカ合衆国製のゼネラル・エレクトリック J85ターボジェットエンジンと同様に、ヴァイパーはGAF ジンディビック無人標的機用の使い捨てエンジンとして開発されたが、これもまたJ85と同様に、寿命の短い安価な部品とトータルロス式の潤滑方式を、有人航空機用に良質かつ標準的なシステムに変更された。

## 展示先
ヴァイパーは以下の博物館に展示してある。
- Midland Air Museum
- Royal Air Force Museum Cosford
- Solent Sky
- Aeroventure,South Yorkshire Aircraft Museum
- South African Air Force Museum Port Elizabeth

## 使用航空機
イギリス
- アブロ シャクルトン
- BAC ジェット・プロヴォスト
- BAC 167 ストライクマスター
- ホーカー・シドレー HS.125
- ハンドレページ HP.115
- サンダース・ロー SR.53

 インド
- HJT-16 キランMk.1

 イタリア
- アエルマッキ MB-326
- アエルマッキ MB-339
- ピアッジョ PD.808

 ルーマニア
- IAR 99 ショイム
- IAR 93 ヴュルチュル

 ユーゴスラビア/ ユーゴスラビア/ セルビア
- ソコ G-2 ガレブ
- ソコ J-21 ヤストレブ
- ソコ G-4 スーパーガレブ
- SOKO J-22 オラオ

 アメリカ合衆国
- ベル X-14

 オーストラリア
- GAF ジンディビック

## 仕様（Viper ASV.12）[3]
一般的特性
- 形式: ターボジェット
- 全長: 64.0 in (1625 mm)
- 直径: 24.55 in (624 mm)
- 乾燥重量: 549 lb (249 kg)

構成要素
- 圧縮機: 7段軸流式
- 燃焼器: 環状、24基
- タービン: 1段
- 使用燃料: ジェット燃料
- 潤滑システム: 廃油、定量式

性能
- 推力: 2,700 lb (1225 kg) at 13,800 rpm
- 全圧縮比（英語版）: 4.3:1
- 空気流量: 44 lb/sec (20 kg/sec)
- 燃料消費率: 1.09 lb/hr/lb
- 推力重量比: 4.9:1

### 関連エンジン
- アームストロング・シドレー アダー
- アームストロング・シドレー サファイア

## 参考資料

### 出版物
- Gunston, Bill. World Encyclopedia of Aero Engines. Cambridge, England. Patrick Stephens Limited, 1989. ISBN 1-85260-163-9